# カイシス・モーター・カンパニー

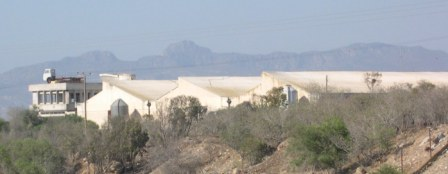
トルコによるキプロス侵攻の直前に完成した新工場。停戦後、国連が設定した緩衝地帯（キプロスバリア）に含まれたためそのまま廃工場となった。屋上にトラックが飾られているのが見える。

カイシス・モーター・カンパニー（Kaisis Motor Company, KMC）は、キプロスの貨物自動車メーカー。1973年から1980年代にかけ事業が行われた。社名は地元起業家であるアンドレアス・カイシス（Andreas Kaisis）に因む。KMCは貨物自動車、バス、消防車や空港車両など特殊自動車の主に組立のみ行っており、初期に製造された車両はイギリスの貨物自動車メーカーであるデニス・スペシャリスト・ビークルズを基に開発が行われている。
1974年からコマー、ダッジ、MANなどを参考にしたトラックを開発する。この他幾つかのバンやバス、6×6仕様の軍用トラックなどの開発も行っており、ルーマニアの自動車メーカーAROに基付いた4×4のSUVの開発も行うが、商業的に失敗に終わっている。キプロス市場が小さいため積極的に輸出を行っており、主に中東の20ヶ国以上で販売が行われている。
注目に値するのは、元ロータスのエンジニアチームが設計したスポーツカー「クラン」の設計図を1974年に同社が購入しており、ニコシア国際空港近くの新工場に製造ラインを設置する予定であった。しかし、1974年の7月に発生したトルコのキプロス侵攻と、新工場が国連が設定した緩衝地帯に含まれたことによりこの計画は中止されている。